# 힐리아 패르시넨

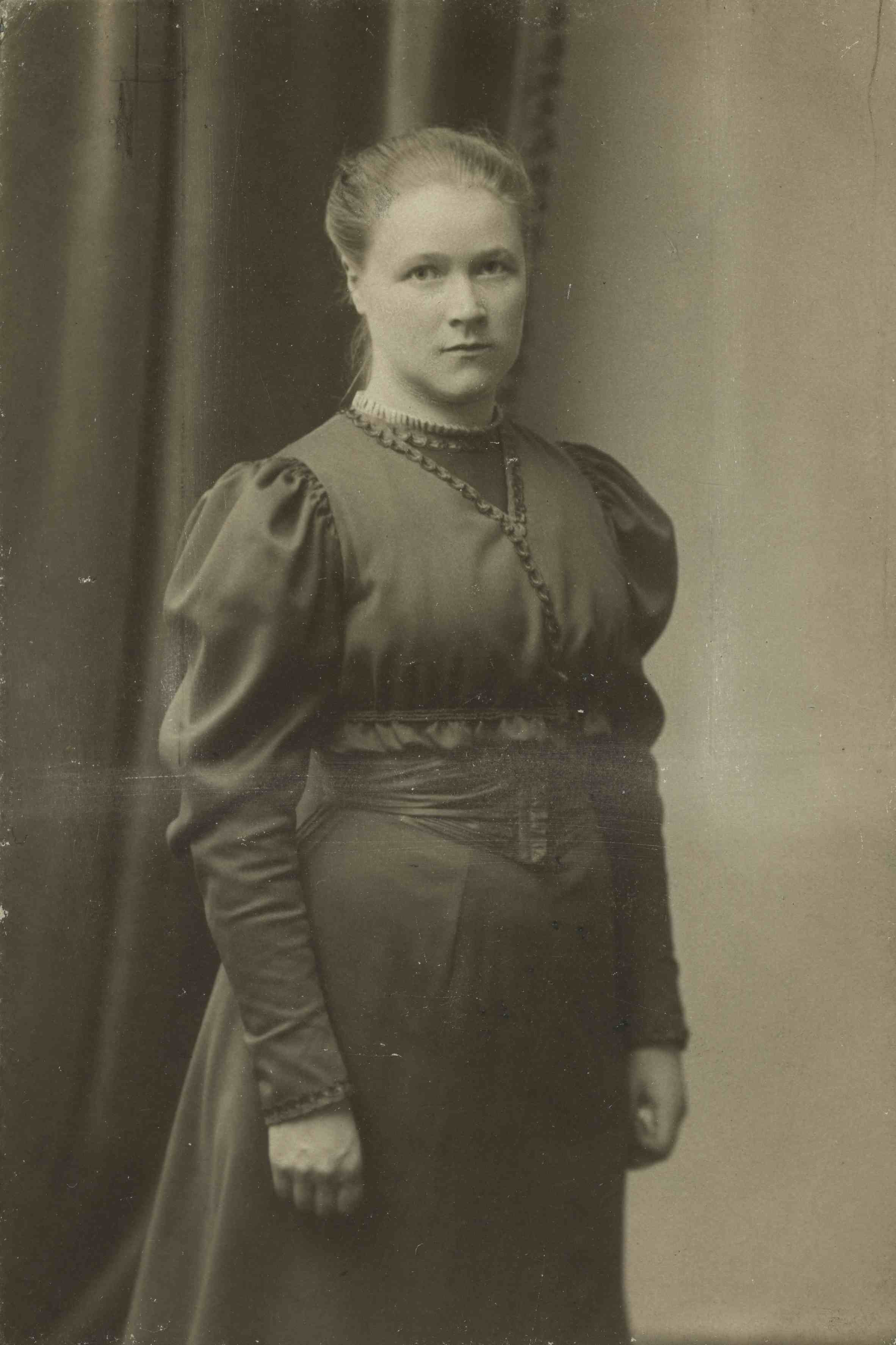
1900년대 초 촬영한 사진.

힐리아 패르시넨(Hilja Pärssinen, 1876년 7월 13일-1935년 9월 23일)은 핀란드의 교육자, 언론인, 정치인, 작가다. 의회의원, 핀란드 사회민주여성조합 총재를 역임했다.
1876년 할수아에서 칼 헨리크 린드그렌(Karl Henrik Lindgren) 목사와 안나 나흘룬드(Anna Dahllund) 슬하에 태어났다. 1899년 철학자 야코 패르시넨과 결혼했지만 이혼했다. 소르타발라 음악학교에서 교직을 이수하고 1896년 국립사범학교를 졸업했다. 이후 1900년까지 헬싱키에서, 1906년까지 비푸리에서 교사로 일했다. 1906년 비푸리 지역 사민당 잡지 기자로 활동했다. 1907년-1917년 노동자 여성 주필을 역임했으며, 핀란드 내전 때는 1918년 3월까지 핀란드 인민대표단에서 교육대표로 참여했다. 같은 해 러시아로 도피했다가 핀란드로 돌아왔고, 1923년까지 감옥에서 복역했다. 그 뒤 1927년-1935년 동안 탈리칼라의 협동학교에서 교사로 재직했다.
1907년-1914년, 1917년, 1929년-1935년 의회의원으로 선출되었다. 지역구는 비푸리 서부 선거구였다.